# Campiglia Marittima
Campiglia Marittima – miejscowość i gmina we Włoszech, w regionie Toskania, w prowincji Livorno.
Według danych na 2004 rok gminę zamieszkiwały 12 543 osoby, 151,1 os./km².

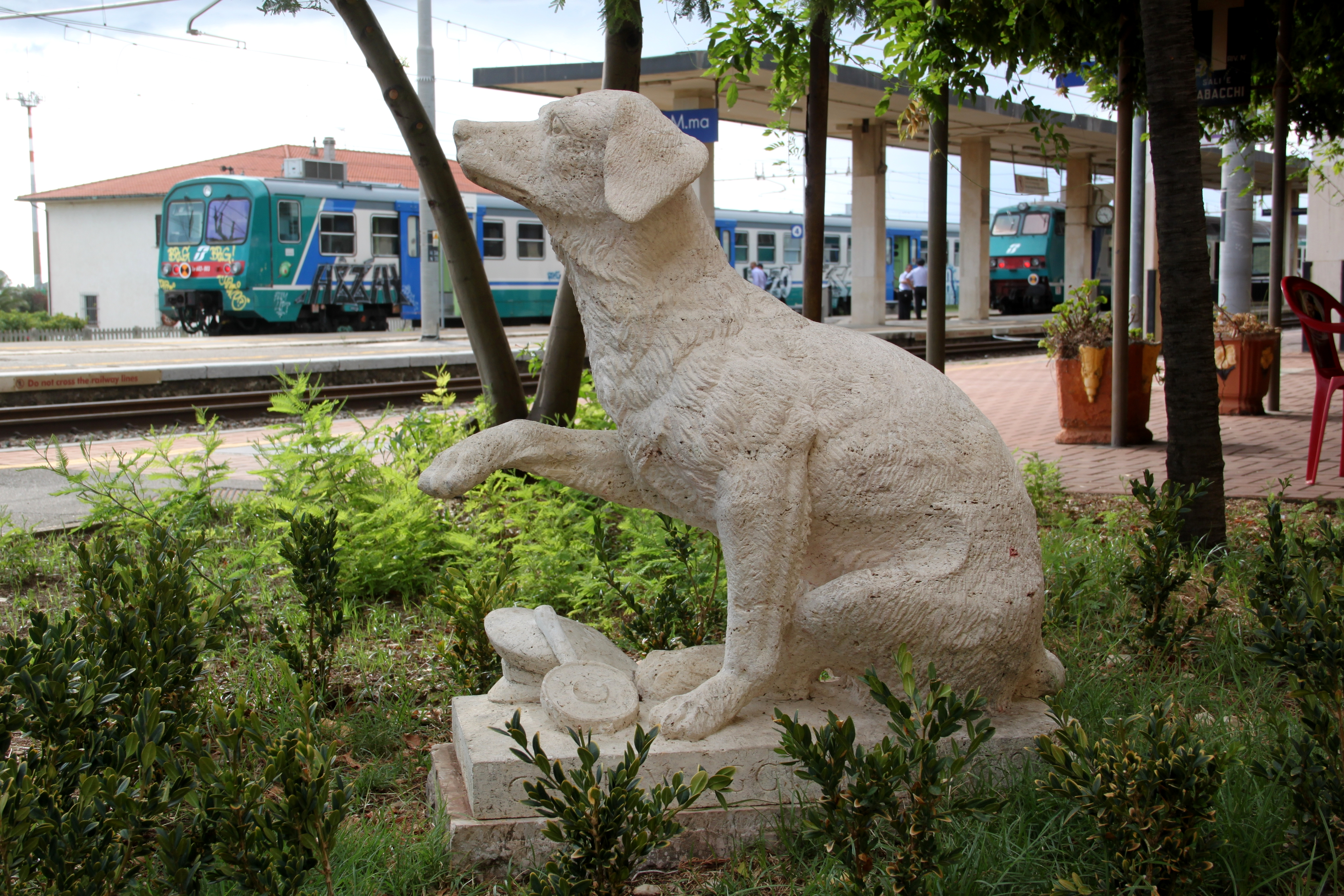
Pomnik psa Lampo na stacji Campiglia Marittima

Miejscowość jest znana z historii psa Lampo (tłum. błyskawica), opisanej m.in. w opowiadaniu Romana Pisarskiego O psie, który jeździł koleją (lektura w III klasie szkoły podstawowej). Mieszaniec Lampo żył naprawdę w latach 50. XX wieku. Samodzielnie podróżował pociągami, przez co stał się najczęściej opisywanym i fotografowanym psem tamtych czasów. W 1961 roku zginął potrącony przez pociąg  i został pochowany pod akacją rosnącą przy stacji, a w rok później postawiono mu tam mały pomnik.